# Jungermannia granulata
Jungermannia granulata là một loài rêu tản trong họ Jungermanniaceae. Loài này được (Stephani) Amak. miêu tả khoa học lần đầu tiên năm 1970.